# Рабаданов, Сулейман Рабаданович
Рабаданов, Сулейман Рабаданович (22 апреля 1932 года — 1995 год) — даргинский писатель, поэт и драматург. Народный поэт Дагестанской АССР (1982).

## Биография
Сулейман Рабаданов родился в 1932 году в селе Дибгаши (ныне в Дахадаевском районе Дагестана). По национальности — даргинец. Высшее образование получил в Литературном институте имени А. М. Горького. Известно, что у него есть дочь, которая работает учителем в г. Каспийск.

## Творчество

### Поэзия
Первые произведения Рабаданова были опубликованы в 1950-е годы. Отдельным изданием первый сборник его стихов («Испытание») вышел в 1958 году. Позднее из под его пера вышли поэтические сборники: «Новые свидетели», «Здравствуй, Сибирь», «Родник и тополь», «Моя борозда», «Шаг земли», «Надежда», «Праздник дедушки», «Светлые дни и радостные дети», «Букет песен», «День рождения мамы», «Наковальня», «Стихотворения», а также многие другие, в том числе для детей.

### Проза
Из прозаических произведений Рабаданова известны книги: «Утёс», «Конец трагедии», «Дороги и тревоги».

### Драматургия
Сулейман Рабаданович Рабаданов также известен и как драматург. Его пьесы: «Родник и тополь», «Узел жизни» и «Батырай» были поставлены на сценах дагестанских театров (в том числе в Даргинском драматическом театре).

### Переводческая деятельность
Он перевёл на даргинский язык ряд произведений А. С. Пушкина, М. Ю. Лермонтова, А. Н. Островского, С. А. Есенина, Т. Г. Шевченко, К. Гольдони, Э. Филиппо, И. Друцэ, Р. Г. Гамзатова и многих других классиков русской и мировой литературы.
"О Сулеймане, о его поэзии я скажу только хорошее". Расул ГАМЗАТОВ.
"Поэзия Сулеймана Рабаданова традиционна - ей свойственны афористичность, лаконизм, яркость образного мышления - и в то же время современна: краткая форма его стихов сочетается с глубокой мыслью, с современным видением жизни".
Я. Козловский.
"Как известно, алмаз сверканьем обязан граням своим. Многогранно творчество Сулеймана Рабаданова. Он и прозаик, он и драматург, он и переводчик. Но читатель в нем признал больше поэта, чьи произведения корнями уходят в дела и помыслы народа"
Рашид Рашидов.
" В каждом стихотворении Сулеймана Рабаданова - одна развернутая метафора, один образ... У Сулеймана уверенная рука. У него стихи разные, но нет стихов, написанных по инерции, не по вдохновению".
Е. Долматовский.
"Для меня поэт складывается из трех необходимых определений: умения мыслить, умения художнически видеть, умения направлять творчество на благо народа в самом высоком значении этого слова. В книгах Сулеймана Рабаданова я увидел такого поэта". В. Туркин.

## Награды и звания
- Народный поэт Дагестанской АССР (1982).
- За спектакль «Батырай» удостоен республиканской (ДАССР) премии им. Г. Цадасы и общественной литературной премии им. О. Батырая.
- указом ПРЕЗИДИУМА ВЕРХОВНОГО СОВЕТА СССР от 06 июня 1945 года НАГРАЖДЕН МЕДАЛЬЮ "ЗА ДОБЛЕСТНЫЙ ТРУД В Великой Отечественной войне 1941 - 1945 гг."

## Увековечение памяти
• В Дахадаевском районе с. Уркарах одна из улиц носит имя Сулеймана Рабаданова.

• В честь Сулеймана Рабаданова названа Дибгашинская средняя школа Дахадаевского района Республики Дагестан.